# Agapanthia walteri
Agapanthia walteri — вид жесткокрылых из семейства усачей.

## Распространение
Распространён в Турции и Армении.

## Описание
Жук длиной от 11 до 20 мм. Время лёта с мая по июнь.

## Развитие
Жизненный цикл вида длится год. Кормится на различных травянистых растениях, например: бодяк (Cirsium), чертополох (Carduus), борщевик (Heracleum), ферула (Ferula) и др.